# إيستغاه فريمان
إيستغاه فريمان (بالإنجليزية: Istgah-e Fariman)‏ هي مستوطنة تقع في قسم سنغ بست الريفي في إيران. يقدر عدد سكانها بـ 87 نسمة .